# 圣塞罗特
圣塞罗特（法語：Sainte-Cérotte，法語發音：[sɛ̃t seʁɔt]）是法国萨尔特省的一个市镇，属于马梅尔斯区。

## 地理
圣塞罗特（47°54'2"N, 0°41'15"E）面积14.36 平方千米，位于法国卢瓦尔河地区大区萨尔特省，该省份为法国西北部内陆省份，北起顺时针与奥恩省、厄尔-卢瓦省、卢瓦-谢尔省、安德尔-卢瓦尔省、曼恩-卢瓦尔省和马耶讷省接壤，是法国大西部的入口，连接卢瓦尔河谷、布列塔尼和巴黎盆地。
与圣塞罗特接壤的市镇（或旧市镇、城区）包括：蒙塔耶、埃科尔潘、圣卡莱、圣热尔韦德维克、瓦勒代唐松。

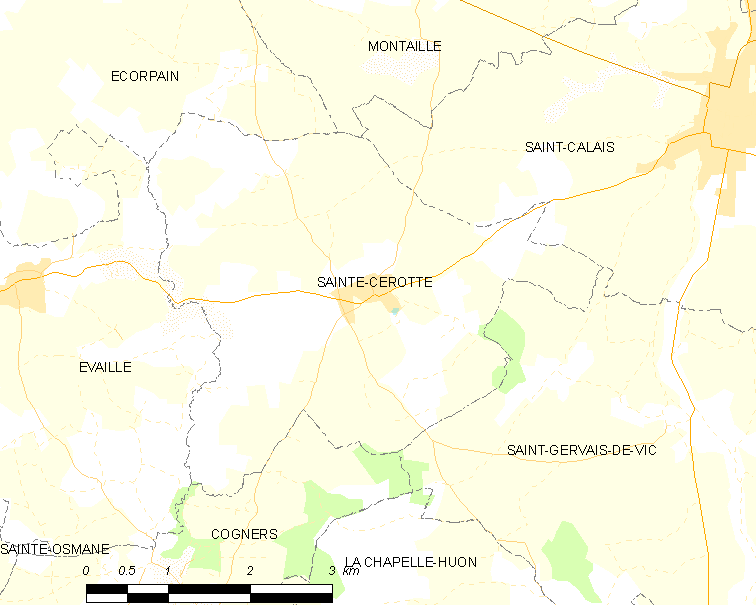
圣塞罗特的OSM定位图

圣塞罗特的时区为UTC+01:00、UTC+02:00（夏令时）。

## 行政
圣塞罗特的邮政编码为72120，INSEE市镇编码为72272。

## 政治
圣塞罗特所属的省级选区为圣卡莱县。

## 人口

1962-2008年间圣塞罗特人口变化图示

圣塞罗特于2022年1月1日时的人口数量为326人。